# 一號格林伍德鎮區 (北卡羅萊納州李縣)
一號格林伍德鎮區（英語：Township 1, Greenwood）是位於美國北卡羅萊納州李縣的一個鎮區。

## 地方資料
一號格林伍德鎮區的面積為124.84平方千米，皆為陸地。根據2020年美國人口普查的數據，當地共有人口9804人，而人口密度為每平方千米78.53人。